# Jean Kahn-Dessertenne
Pour les articles homonymes, voir Jean Kahn, Kahn et Dessertenne.
Jean Kahn-Dessertenne, né Jean Marcel André Kahn le 4 mai 1916 dans le 14e arrondissement de Paris, et mort le 17 avril 1970 à Bonnières-sur-Seine, est un professeur de philosophie et poète français.

## Biographie

### Famille

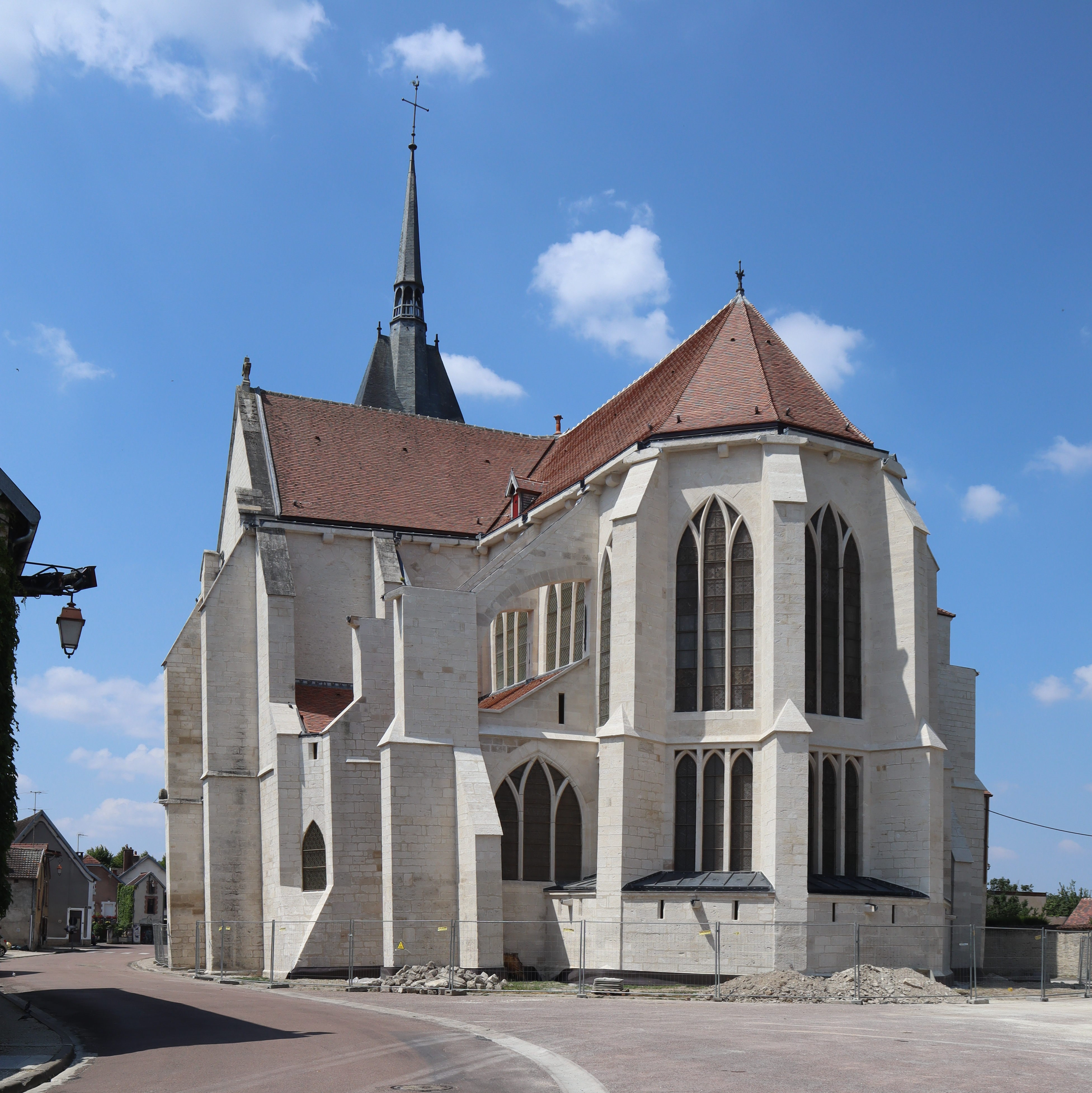
Extérieur de l'église Saint-Pierre-ès-Liens de Mussy-sur-Seine.

L'avocat André Kahn (1888-1959), le père de Jean Kahn, est d'origine juive alsacienne, issu d'une famille de Bliesbruck installée à Nancy après la guerre de 1870,. Possédant une maison de campagne à Mussy-sur-Seine, dans le sud de l'Aube, il y rencontre Blanche (1885-1972), fille du coiffeur piémontais Giuseppe Sismondino et de la couturière Marie-Florentine Barloy, qui habitait une maison voisine, et l'épouse à Paris en 1918,, ; cousette divorcée (1907), Blanche a déjà un fils, Maurice Hessens, qui sera élevé par la famille Dessertenne. Né boulevard Raspail à Paris alors que son père est mobilisé, Jean est baptisé ; son frère cadet Jean-Claude naît en 1920,. Le mari de sa grand-mère qu'il adore, Jacques Maurice Dessertenne, est un peintre reconnu qui a notamment illustré plusieurs éditions du Larousse illustré, et que Jean considère comme son « seul grand-père »,,.
La crise des années 1930 met les affaires de la famille au plus mal.
Dès sa majorité, Jean Kahn se marie à Viroflay en 1937 à Camille Ferriot (1914-2005), surnommée « Millette », catholique pratiquante, fille d'un petit industriel du bois de Mussy et de Cécile Baltis, une institutrice d'origine suisse allemande, en poste dans l'école du village qu'elle quittera pour un autre destin mais dont l'antisémitisme l'empêche de rencontrer son gendre,,. 
Jean Kahn-Dessertenne est le père du journaliste Jean-François Kahn (1938-2025), du chimiste Olivier Kahn (1942-1999) et du généticien Axel Kahn (1944-2021). Quand le couple Kahn divorce en 1954, Jean vit avec son fils aîné Jean-François et Millette avec Axel et Olivier,.

### Carrière
Bachelier à seize ans, Jean Kahn fait des études de lettres et philosophie, et s'engage la même année, à partir de 1932, au Parti communiste français,. Il quitte le PCF pour notamment un manque de « tolérance », en 1952.
Dans les années 1930, il fréquente l'écrivain René Daumal et le maître spirituel Georges Gurdjieff, puis obtient un poste d'enseignant au cours privé Godéchoux, dès 1937. Il gardera constamment sur lui un petit volume du Nouveau Testament acheté  cette même année.
Mobilisé au début de la Seconde Guerre mondiale, il décide dès 1940 de rejoindre à Londres le général de Gaulle, en passant par le Maghreb. En 1942, il obtient sans peine un certificat de « non appartenance à la race juive » mais son père doit porter l'étoile jaune sur sa poitrine. Arrêté au moment de s’embarquer, Jean Kahn est interné au camp de concentration d'Argelès-sur-Mer dans les Pyrénées-Orientales. Il réussit à s’en évader et entre dans la Résistance au sein des FTP, où il prend le nom de Jean Dessertenne, jusqu'à la Libération de Paris.
Après la guerre, il reprend ses activités de professeur au cours Godéchoux et utilise, dès lors, le nom composé Jean Kahn-Dessertenne. Comme enseignant, il a eu notamment pour élève Jean-Edern Hallier et Jean-Marie Rouart qui écrit : « Je lui dois tant. Surtout cette écoute bienveillante qu'un adolescent recherche chez un adulte et qu"il trouve rarement dans sa famille ». Jean Kahn s'intéresse à cette époque aux travaux du psychiatre Serge Lebovici dont il intègre, en 1950, les « Groupes d'études et de recherche sur la pédagogie ». Après mai 68, les propriétaires des cours Godéchoux sont fortement hostiles à ses nouveaux projets pédagogiques.
Vers la fin de sa vie, sa situation financière devient difficile.

### Suicide
À 53 ans, il se donne la mort, le 17 avril 1970, en se jetant d'un train à Bonnières-sur-Seine, laissant une lettre d'explication à son fils Axel Kahn, à qui il s'adresse : « comme, peut-être, le plus capable de faire durement les choses nécessaires » et où il conseille : « sois raisonnable et humain »,,,.

## Ouvrages
- La Réforme de l’entendement, 1953.
- Matière du temps, postface de Robert Tzakiri, Collection Cahiers d'Arfuyen no 138, 96 pages,  (ISBN 2-845-90022-8)

## Dans la littérature
- Dans son roman autobiographique Mes révoltes (Gallimard), Jean-Marie Rouart consacre un long chapitre à Jean Khan, « L'intercesseur au cœur déchiré », directeur du Cours secondaire Godechoux dans lequel il fut collégien. La relation qu'il dépeint est ambivalente. D'un côté, elle est fondée sur une fascination réciproque. De l'autre, cette relation est si étroite qu'elle devient bientôt exclusive. Au point que, lorsque le jeune Jean-Marie Rouart développe une amitié avec l'un de ses camarades, Jean Kahn, jaloux, obtient son exclusion « pour homosexualité »[17].